# 斯塔多吉
斯塔多吉（藏語：སྟག་རྡོ་རྗེ；1989年—）是中國首位識字且擁有碩士學位的《格薩爾王傳》神授藝人，出生於中國西藏自治區昌都市邊壩縣的沙丁鄉。

## 生平
他在9歲的時候經歷了一場夢境之後，便忽然可以吟唱《格薩爾王傳》，因為學校老師和藏學學者的重視，因此他受到非常好的基礎教育，2010年以特殊人才身分由西藏大學破格錄取，主修藏語系，自2014年起他就在西藏大學的中國藏學研究所《格薩爾王傳》研究室工作，截至目前他能夠吟唱《格薩爾王傳》中的140多部作品，在工作室主要從事該史詩的說唱紀錄，以及錄製後的相關整理及研究工作，以傳承這一珍貴的文化遺產，2017年他已經順利完成碩士學位，但仍在工作室內繼續做紀錄和研究。
除了本身的吟唱能力以外，他也和各種藏族文化傳承單位合作，以戲劇、動畫《雪域少年》、舞台表演等形式，將《格薩爾王傳》以不同的方式呈現，旨在讓更多人了解並傳承這部史詩。
他是目前《格薩爾王傳》神授藝人當中唯一識字能做文化傳承的唯一學者，之前1922年出生的桑珠老人目不識丁，也是歷經一場夢境之後而會吟唱，1984年西藏社會科學院专门请他录制了45部，一共2114盒磁带的《格薩爾王傳》，这是迄今为止世界上保存最全面、最完整的格萨尔史诗唱本。更早還有一位扎巴老人，也是目不識丁卻在夢境之後，也獲得了相同的能力。